# Tenzin Gyatso
Tenzin Gyatso (in tibetano: བསྟན་འཛིན་རྒྱ་མཚོ།) nato Lhamo Dondrub (Taktser, 6 luglio 1935) è un monaco buddhista tibetano, nonché il XIV e attuale Dalai Lama del Tibet.

## Biografia

### I primi anni e il riconoscimento
Lhamo Dondrub, ossia «Dea che esaudisce i desideri» in tibetano, nacque in una povera e numerosa famiglia di agricoltori a Taktser, un minuscolo e isolato villaggio lungo il confine con la Cina, nella regione Amdo, nel nordest del Tibet.
Nel periodo in cui venne al mondo, il giovane V Reting Rinpoce, celebre lama reincarnato scelto come Reggente del governo del Tibet, era impegnato da tempo nelle ricerche della reincarnazione del XIII Dalai Lama, morto nel 1933 e passato alla storia come Grande Tredicesimo. Secondo quanto abitualmente riferito dalle autorità politiche e religiose tibetane, in conformità con le antiche tradizioni del Buddismo tibetano visitò in compagnia dei principali dignitari il Lhamo Latso, lago considerato sacro, famoso e dotato di poteri oracolari dai tibetani poiché in grado di fornire ai più esperti e saggi meditatori visioni e immagini molto precise. Fino ad allora l'unico indizio a sua disposizione era la direzione verso cui si era voltato lo sguardo del cadavere del Grande Tredicesimo prima dell'imbalsamazione rituale, ossia il nordest. Durante il ritiro, Reting Rinpoce identificò tra le acque tre lettere dell'alfabeto tibetano, seguite da un monastero con un tetto verde giada e oro, e infine da una casa con tegole turchese. A questo punto scelse alcuni eminenti ghesce e lama e li mise a capo di gruppi di monaci che mandò nel nordest alla ricerca degli elementi identificati, ordinando loro per ragioni di sicurezza di mantenere il più assoluto riserbo circa la visione manifestatasi al Lhamo Latso, e, più in generale, sugli sviluppi delle ricerche fino al ritrovamento della reincarnazione.
Nel 1937 un gruppo di monaci del Monastero di Sera guidato dal lama Kewtsang Rinpoce, che poco prima aveva consultato Nechung, l'oracolo di Stato, raggiunse Taktser, dove si trovava il monastero dal tetto verde giada e oro, e la casa del piccolo Lhamo, dalle tegole turchese: le tre lettere, come dedusse, equivalevano alle iniziali del villaggio, del monastero e della regione di Amdo. Mantenendo segreta la propria identità, i monaci chiesero ospitalità alla casa del bambino piccolo, dove Kewtsang Rinpoce, travestito da servitore, lo esaminò ottenendo la conferma che si trattava effettivamente della reincarnazione del XIII Dalai Lama. Poiché in quel tempo l'Amdo era sotto il controllo di Ma Lin, signore della guerra alleato con il cinese Chiang Kai-shek e governatore della provincia per ordine del Kuomintang, il governo tibetano gli pagò un abbondante riscatto per permettere al fanciullo di raggiungere la capitale, Lhasa.

### Nomina a Dalai Lama ed educazione

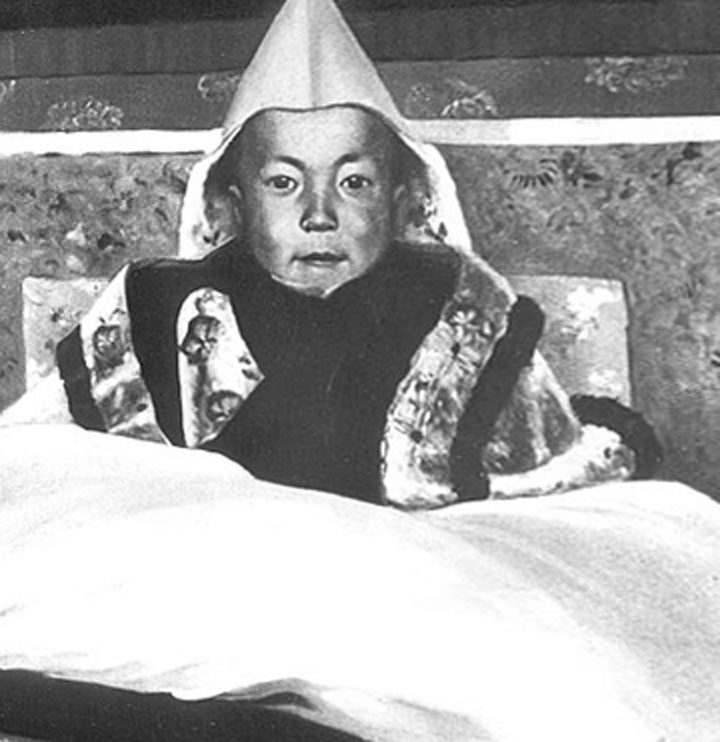
Tenzin Gyatso all'età di 5 anni.

Nel 1939, una volta condotto al Palazzo del Potala, residenza dei Dalai Lama e cuore del governo e della religione e del Tibet, il bambino fu intronizzato come XIV Dalai Lama nel corso di una solenne cerimonia in cui fu ribattezzato Jetsun Jamphel Ngawang Lobsang Yeshe Tenzin Gyatso, ovvero «Sacro Signore, Gloria gentile, Compassionevole, Difensore della fede, Oceano di saggezza». Da allora i tibetani si riferiscono a lui come Yeshe Norbu, ovvero «Gemma che realizza i desideri», o semplicemente Kundun, «la Presenza». Ad appena sei anni di età, mentre alla sua famiglia veniva concesso un titolo nobiliare con tanto di una sostanziosa proprietà fondiaria, in tono con le antiche tradizioni riguardanti i lama reincarnati, il nuovo Dalai Lama cominciava la propria educazione monastica e politica in vista dell'assunzione dei pieni poteri come massima autorità politica e religiosa alla maggiore età.
In questo stesso periodo, mentre si divideva tra gli studi, i giochi e le visite in famiglia, il Tibet suscitò nuovamente l'interesse da parte della Cina, mentre il Reggente Reting Rinpoce divenne una figura molto controversa, accusato di essere tra i principali responsabili della corruzione nel governo e della trascuratezza della disciplina morale da parte dei monaci. Discepolo di lama grandemente eruditi quali il VI Ling Rinpoce, il XVII Trijang Rinpoce, e del III Taktra Rinpoce, il XIV Dalai Lama studiò con diligenza dando prova di grande intelligenza e capacità, e dimostrando notevole abilità nel dibattito. Tenuto rigorosamente isolato dal resto del mondo nelle mille stanze del Potala, maturò un certo interesse per l'Occidente e la modernità tramite i suoi incontri con l'alpinista austriaco Heinrich Harrer, che divenne suo buon amico e precettore di materie culturali che normalmente i monaci, e soprattutto i Dalai Lama, non consideravano.

### L'invasione da parte della Cina

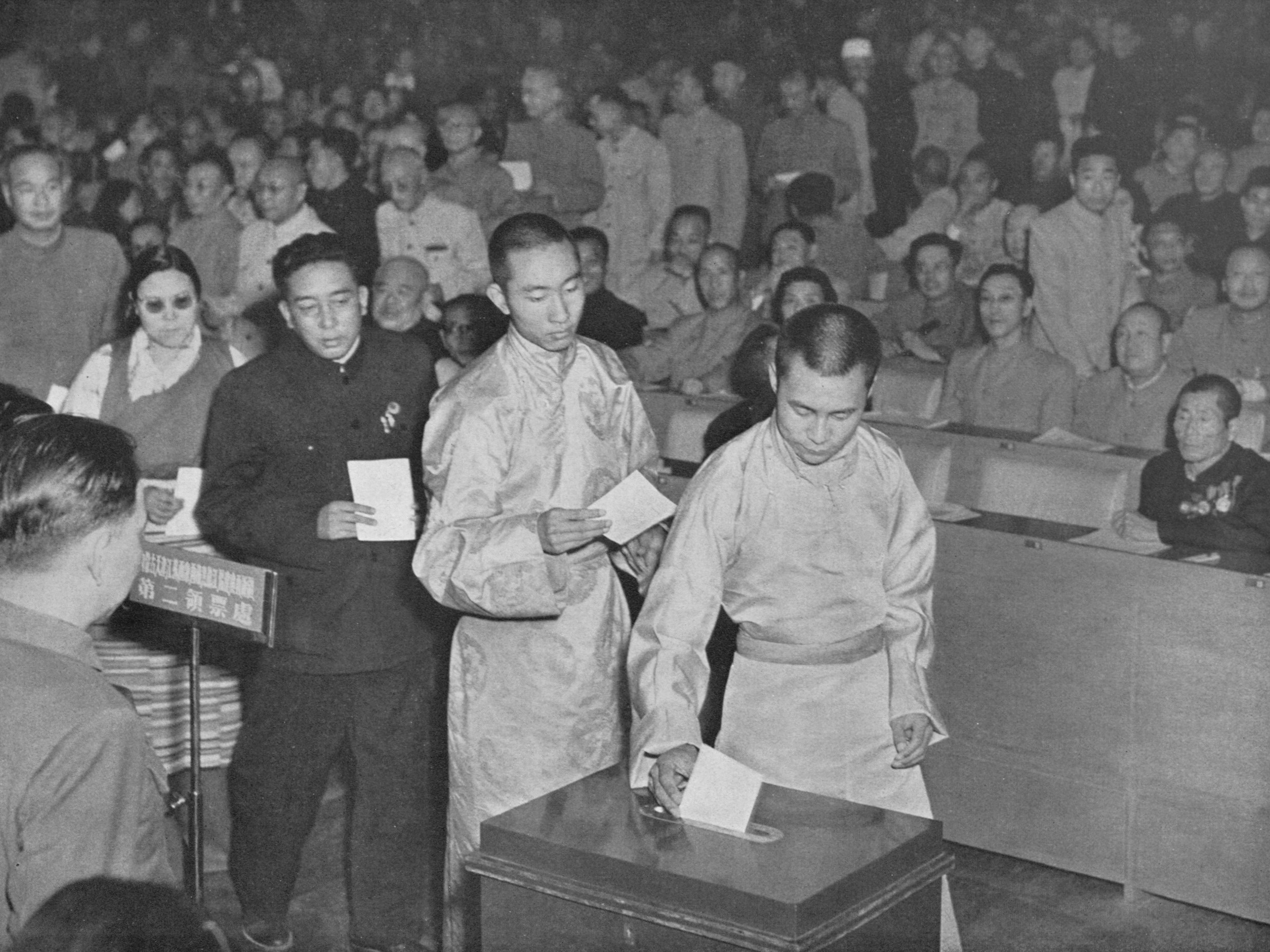
Il Dalai Lama vota alla I Assemblea nazionale del popolo cinese, 15 settembre 1954

La quiete d'infanzia del giovane Dalai Lama e l'isolamento del Tibet s'interruppero rapidamente nel 1950, quando le truppe della neonata Repubblica Popolare Cinese attraversarono il confine nordorientale, incorporandone gradualmente i territori nel proprio dominio. In seguito alle forti proteste del popolo, che accusava il governo, ora retto da Taktra Rinpoce, e i vari Reggenti di corruzione, e al responso dell'Oracolo Nechung, il XIV Dalai Lama assunse appena quindicenne i pieni poteri governativi il 17 novembre, affinché il Paese potesse fronteggiare le pretese di annessione avanzate dalla propaganda del presidente Mao Zedong, secondo cui era doveroso «riunire alla madrepatria tale regione occidentale della Cina».
Volendo mantenere le distanze dai cinesi, subito dopo la cerimonia di assunzione del potere il Dalai Lama si trasferì con i più alti dignitari al Monastero di Dunkhar, lungo il confine con l'India. Ivi, ben protetto e isolato, studiò con pazienza la migliore risposta all'invasione straniera fino al giorno in cui gli fu presentato dal suo insegnante più giovane Trijang Rinpoche, un anziano monaco residente noto per essere il medium dell'oracolo di Dorje Shugden, una controversa entità spirituale dallo sconfinato potere, ritenuta incarnazione di Tulku Dragpa Gyaltsen (lama reincarnato contemporaneo del V Dalai Lama, con cui era notoriamente in dissidio) e che dal Seicento era considerata protettrice della scuola Gelug (a cui appartengono i Dalai Lama) nonché della dottrina di lama Tzong Khapa, nella convinzione che non dovesse essere mischiata con le discipline spirituali delle altre scuole buddhiste riconosciute in Tibet. Durante la sua trance, l'oracolo diede risposte molto precise, tanto da suscitare l'attenzione del giovane Dalai Lama, che, diversamente dai suoi predecessori, soprattutto il XIII Dalai Lama, i quali avevano sempre denotato una posizione ostile nei suoi riguardi, si accostò definitivamente al culto, ricevendo l'iniziazione e facendo inserire Dorje Shugden tra le divinità venerate a livello nazionale. Fu così che in gran parte del Tibet apparvero statue e thangka dello spirito dalla forma terrifica, armato di spada su di uno sfondo fatto di fuoco o oceani di sangue, e si tennero ripetute e sfarzose cerimonie atte a richiederne servigi immediati, potere e ricchezza. Il suo oracolo divenne il secondo dopo Nechung.

Mao Zedong e Zhou Enlai si incontrano con il Dalai Lama e il Panchen Lama per celebrare il capodanno tibetano del 1955

Poiché i funzionari del Partito Comunista Cinese e i soldati diedero luogo alle prime brutalità a danno dei monaci, dei latifondisti e persino degli agricoltori, nel 1954 il XIV Dalai Lama partì alla volta di Pechino con il X Panchen Lama e i principali dignitari del governo con l'intento di negoziare con Mao, Zhou Enlai e Deng Xiaoping una soluzione accettabile per entrambe le parti. Il suo soggiorno in Cina durò due anni, durante i quali visitò molte province della nazione e partecipò a varie conferenze del Partito, ma gli incontri non ebbero successo. Rientrato in Tibet nel 1956, fece del suo meglio per frenare le prepotenze dei funzionari cinesi. Nello stesso anno diede il proprio assenso all'avvio della ST Circus, un'operazione segreta della CIA a sostegno della ribellione tibetana contro l'occupazione cinese, nel cui ambito Washington addestrò ed equipaggiò ottantacinquemila partigiani tibetani nella lotta armata moderna. I suoi due fratelli maggiori, il XXIV Taktser Rinpoche e Gyalo Thondup, ebbero un ruolo molto attivo nella vicenda: il primo raccoglieva fondi e dirigeva la propaganda, l'altro organizzava la resistenza materiale e faceva da interprete tra gli agenti segreti statunitensi e i guerriglieri tibetani, che avviarono un'intensa campagna che portò a decine azioni d'attacco, disturbo ed informazione militare.
Nel 1959, durante la festa di Monlam, affrontò al Tempio di Jokhan l'esame finale dei suoi studi religiosi, superandolo con onore e ricevendo il titolo di Ghesce Lharampa, la qualifica più alta, ottenuta prima di lui soltanto dal Grande Tredicesimo.

### L'esilio in India

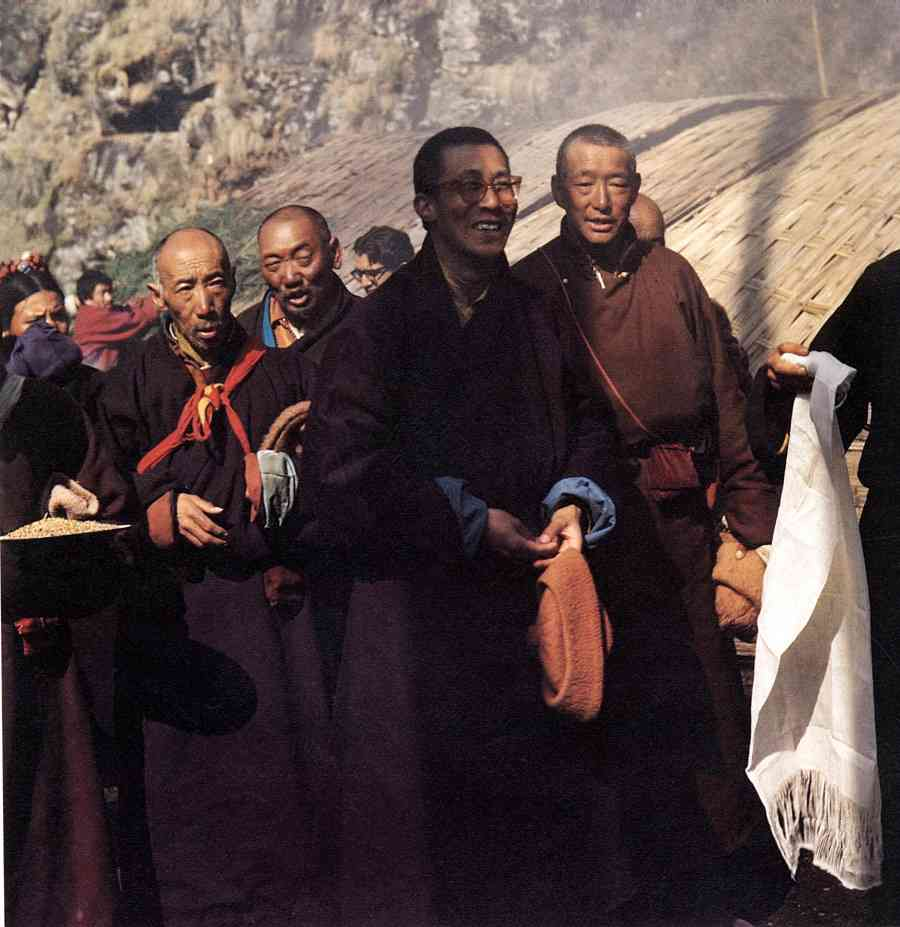
L'arrivo del Dalai Lama in India nel 1959

Il 10 marzo 1959, il movimento di resistenza tibetano scatenò una grande rivolta a Lhasa, che fu duramente repressa dall'Esercito Popolare di Liberazione: migliaia di uomini, donne e bambini vennero massacrati nelle strade della capitale e in altri luoghi. Convinto di dover assicurare la sopravvivenza e l'autonomia delle istituzioni tibetane e rendere pubblica la grave situazione in cui versava il suo Paese, ottenendo il sostegno della comunità internazionale, il Dalai Lama fuggì dal Tibet la notte del successivo 17 marzo, giungendo in India esattamente due settimane dopo. Sostenuto da Jawaharlal Nehru, primo capo di governo dell'India autonoma, prese residenza a Dharamsala con un seguito di centoventimila tibetani e formò un Governo tibetano in esilio, divenendo così il primo Dalai Lama costretto a vivere a tempo indefinito al di fuori del Tibet.
Molto attivo a vantaggio dei rifugiati politici tibetani che ogni anno sfuggono in massa alle persecuzioni della Repubblica Popolare Cinese, procurando tutto ciò che occorre loro per vivere, il Dalai Lama avviò una lotta basata sulla nonviolenza e la disobbedienza civile sull'esempio del Mahatma Gandhi, di cui si definisce tuttora un grandissimo ammiratore. Negli anni settanta, ancora intrigato dai racconti del suo vecchio amico Harrer al Palazzo del Potala, visitò per la prima volta l'Occidente, impegnandosi nella divulgazione a livello internazionale del dramma del suo popolo sotto il dominio cinese. Insieme ad altri lama e ghesce, condivise così i princìpi della tradizione del Dharma del Tibet con gli occidentali, contribuendo alla fondazione di monasteri e centri di pratica e studio sul suolo europeo e americano, ove avvennero varie conversioni e persino ordinazioni monastiche. Imparò l'inglese, e ottenne presto la simpatia delle nazioni occidentali per la sua battaglia in favore dei tibetani. Molte celebrità di Hollywood, in particolare Richard Gere, Harrison Ford, Barbra Streisand, Steven Seagal, Goldie Hawn e Meg Ryan, lo sostengono tuttora pubblicamente.
Tuttavia, ormai da anni, il Dalai Lama è regolarmente denunciato dal governo cinese come un pericoloso secessionista desideroso di provocare il disfacimento dell'unità nazionale cinese. Ciononostante, a partire dagli anni ottanta, di fronte all'isolamento politico e diplomatico del Tibet e forse anche in considerazione della presenza di elementi filocinesi tra le nuove generazioni di tibetani rimaste in patria, porta avanti l'idea dell'autonomia interna, anziché quella dell'indipendenza vera e propria, della cosiddetta Regione Autonoma del Tibet, lasciando la gestione della difesa e degli affari esteri alla Cina. Anche se non in modo continuato, ci sono stati colloqui fra il governo tibetano in esilio e la Cina, ma mentre il primo desidera soprattutto discutere dello stato del Tibet all'interno della Cina, l'altra vuole limitare gli accordi alle condizioni del ritorno del Dalai Lama a Lhasa.

### Il divieto del culto di Dorje Shugden
Negli anni settanta, sostenendo di aver avuto frequenti sogni infausti presto supportati concretamente da presagi inquietanti, premonizioni e profezie che anticipavano gravi sciagure, il Dalai Lama diede inizio a una serie d'importanti discussioni e riflessioni teologiche con i più elevati lama e ghesce a disposizione, finché nel 1975 decise d'invitare i praticanti a interrompere il culto di Dorje Shugden, che lui stesso seguiva dal primo esilio nel 1950 al Monastero di Dunkhar, proclamandolo fondamentalista e al centro di una forte connotazione confessionale, causa primaria di un intenso settarismo in varie parti del Tibet e nella comunità tibetana in esilio. Gran parte dei suoi tutori e dignitari, oltre che l'Oracolo di Stato, si schierarono apertamente con tale decisione, e da quel momento in poi Dorje Shugden fu considerato un demone dal terribile potere mondano. Secondo alcune fonti vicine a Dharamsala sembra che tale decisione maturò in un contesto maggiormente politico, dopo che le guide spirituali di tutte e quattro le scuole del Buddismo tibetano domandarono al Dalai Lama di abbandonare la pratica di un protettore spirituale esclusivo quale era Dorje Shugden al fine di aprirsi a tutte le tradizioni dottrinarie, in quanto nell'esilio era necessaria più che mai un'autorità spirituale e politica attorno alla quale tutti i tibetani indistintamente potessero schierarsi, rinforzando peraltro la stessa istituzione del Dalai Lama indebolitasi nei secoli dalla morte del V Dalai Lama in quanto le sue successive incarnazioni erano morte in giovane età e senza esercitare una particolare influenza politica e spirituale.

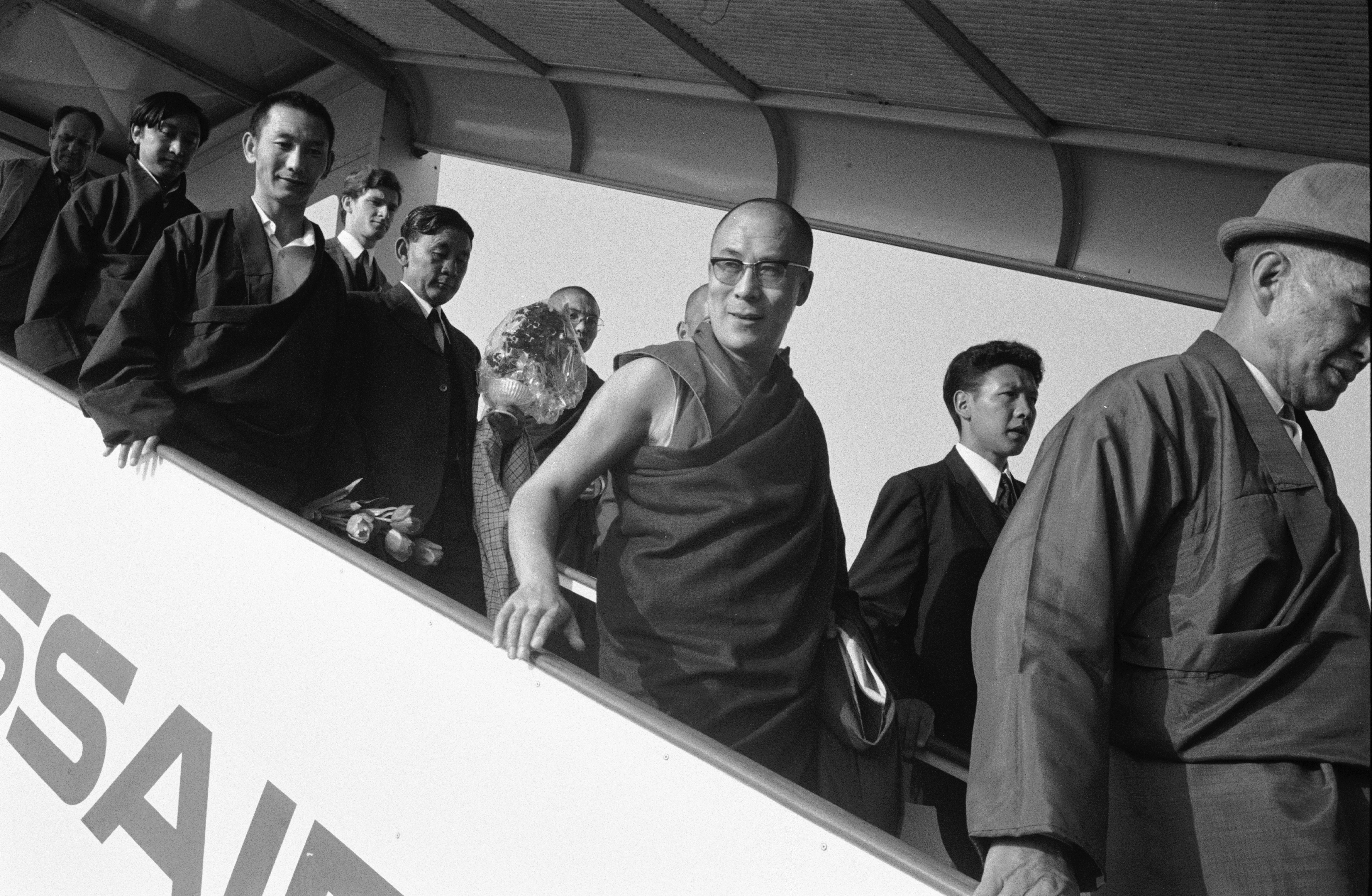
Il Dalai Lama in viaggio a Zurigo nel 1973

Molti praticanti abbandonarono tale culto, mentre altri scelsero di continuarne la pratica per rispetto verso i propri maestri, cogliendo l'invito del Dalai Lama a non presenziare ai suoi insegnamenti e alle sue iniziazioni per evitare di instaurare una relazione tra maestro e discepolo disturbata da forze maligne. Costoro sostennero per anni che i problemi del Tibet fossero dovuti a una degenerazione spirituale provocata dalle aperture dei passati Dalai Lama a tutte le scuole del Buddismo tibetano e al mondo esterno, e che Dorje Shugden fosse il solo rimedio contro ogni male, in quanto per tradizione è protettore «della pura dottrina di lama Tzong Khapa». Coloro che invece non erano mai stati legati al culto sostenevano invece che Shugden fosse per natura in contrasto con le divinità tradizionali del Tibet. Si disse peraltro che fosse stato proprio l'Oracolo di Dorje Shugden a consigliare il sentiero di fuga al giovane sovrano poco prima che avvenisse l'attacco militare al Norbulingka di Lhasa, dato che per lungo tempo il potente Nechung aveva perduto il tradizionale potere, ma la voce non fu mai confermata. Contro il proclama di Dharamsala si levò prontamente la replica della Cina, secondo cui tale proibizione rappresentava una grave violazione dei diritti umani riconosciuta in patria, e che recava danno ai lama e ghesce tradizionalmente legati al culto.
Seguì una forte controversia, animata da Zemey Rinpoche, discepolo di Trijang Rinpoche, che pubblicò il «Libro giallo», un resoconto di svariate disgrazie accadute a monaci e laici Gelug che irritarono Dorje Shugden mescolando insegnamenti Gelug con le tradizioni Nyingmapa o di altra natura. Il XIV Dalai Lama condannò la pubblicazione e ribadì la sua politica di diniego, sostenendo che la pratica di Dorje Shugden avrebbe presto comportato la degenerazione del Buddismo tibetano fino a renderla un semplice culto di uno spirito, negando la possibilità di indagine filosofica e analisi critica da sempre contemplate in Tibet, oltre che la possibilità di instaurare una coesione di tutte le scuole buddhiste nate in Tibet. Dato il legame riconosciuto tra il culto di Dorje Shugden e il settarismo, vi era altresì il rischio che la Cina se ne servisse per dividere i tibetani.
Non tutti rispettarono il precetto del Dalai Lama. L'opposizione si concentrò intorno a lama Gangchen, residente in Italia e a capo di una scuola improntata sull'autoguarigione tantrica, famoso per i suoi legami con le autorità cinesi, e a ghesce Kelsang Gyatso, residente dell'Istituto Manjusri di Londra, ala britannica della Fondazione per la Preservazione della Tradizione Mahayana fondata da lama Yeshe da cui si staccò all'invito di rinunciare al culto, con il sostegno dalla maggioranza dei frequentatori britannici dell'Istituto.
Gli svariati tentativi di mediazione tra lama Yeshe e ghesce Kelsang Gyatso fallirono, e lo stesso ghesce Kelsang Gyatso fondò nel 1991 la New Kadampa Tradition, che si espanse rapidamente in tutto il mondo e si rese nota per le sue campagne in occasione delle visite in Gran Bretagna e negli Stati Uniti d'America del XIV Dalai Lama, spesso accolto da dimostranti convinti che il divieto del culto di Dorje Shugden fosse una sostanziale violazione della loro libertà religiosa. Il Dalai Lama confermò la propria posizione contraria al culto, e fece sapere che se i suoi consigli non fossero stati ascoltati avrebbe negato a coloro che fossero rimasti legati a Dorje Shugden la possibilità presenziare ai suoi insegnamenti, che tradizionalmente richiedono l'instaurazione di un rapporto tra maestro e discepolo.
La controversia Dorje Shugden è stata risolta con un sondaggio presso il Monastero di Ganden, a Mundgod, nel Karnataka, a seguito del quale i monaci fedeli al culto sono stati autorizzati alla fondazione di un nuovo monastero dal nome Shar Gaden..

### Il Premio Nobel per la pace

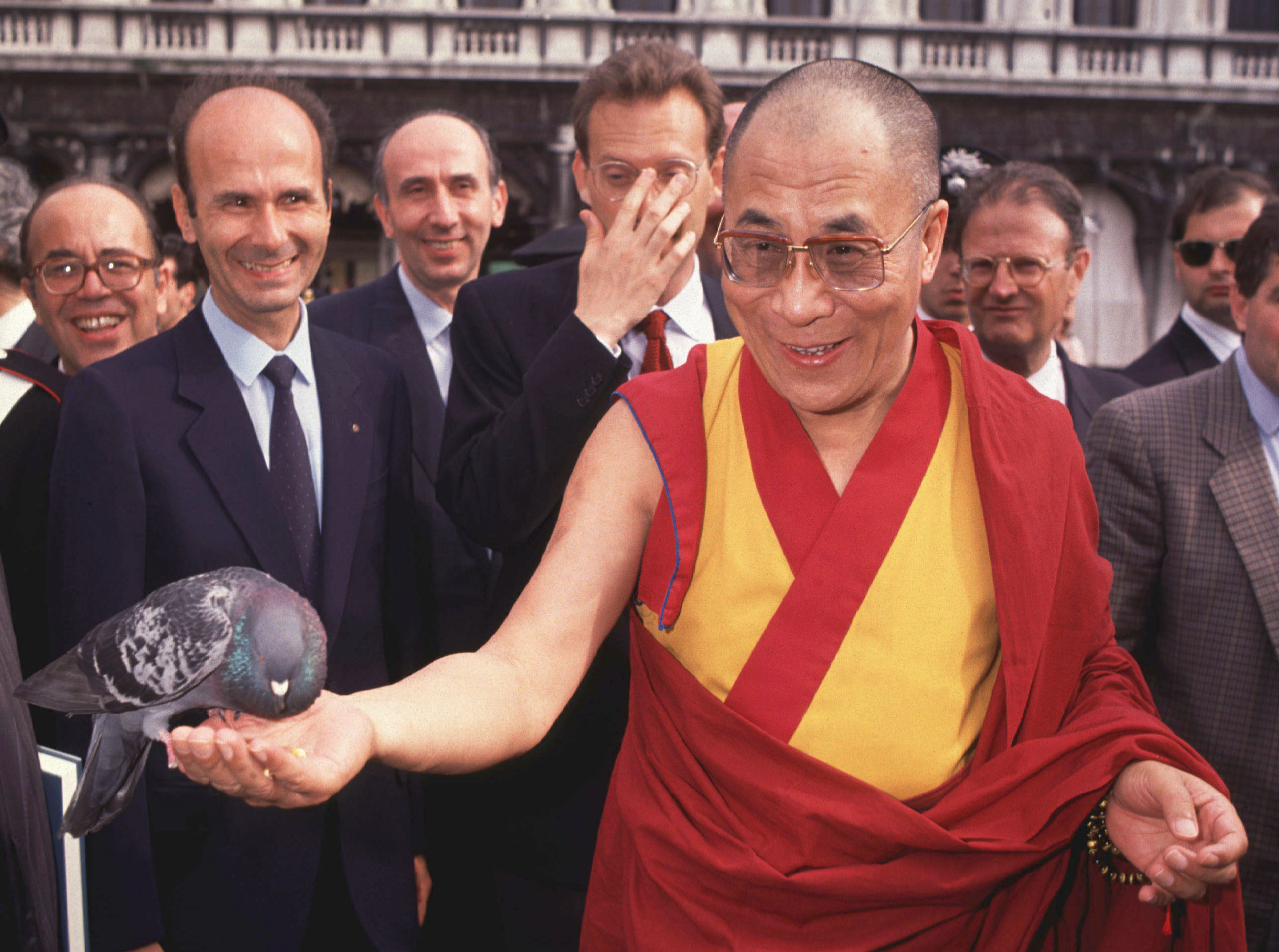
Il Dalai Lama a Venezia nel 1988

Il Dalai Lama è da anni un ascoltato sostenitore della nonviolenza e della coesistenza pacifica fra tutti gli esseri senzienti. Sostiene anche il rispetto per gli animali, ragion per cui sostiene il vegetarianesimo. Il 10 dicembre 1989 ricevette il Premio Nobel per la pace per il fatto che nella sua lotta per la liberazione del Tibet ha adottato il rifiuto della violenza, preferendo ricercare soluzioni pacifiche basate sulla tolleranza e il rispetto reciproco, sviluppando una filosofia di pace fondata sul rispetto per tutto ciò che è vivo e sul concetto della responsabilità universale, avanzando proposte costruttive per la soluzione dei conflitti internazionali, il problema dei diritti umani e le questioni ambientali globali.
Alla cerimonia di consegna del prestigioso riconoscimento, lo stesso Dalai Lama dichiarò: «Mi considero solo un semplice monaco buddhista. Niente di più, niente di meno. Quello che è importante non sono io, ma il popolo tibetano. Questo premio rappresenta un incoraggiamento per i sei milioni di abitanti del Tibet che da oltre sessant'anni stanno vivendo il più doloroso periodo della propria storia. Nonostante ciò la determinazione della gente, il suo legame con i valori spirituali e la pratica della non violenza rimangono inalterati. Il premio Nobel è un riconoscimento alla fede e alla perseveranza del popolo tibetano». Questo fatto provocò accese proteste da parte del governo cinese.

### Controversia del XVII Karmapa

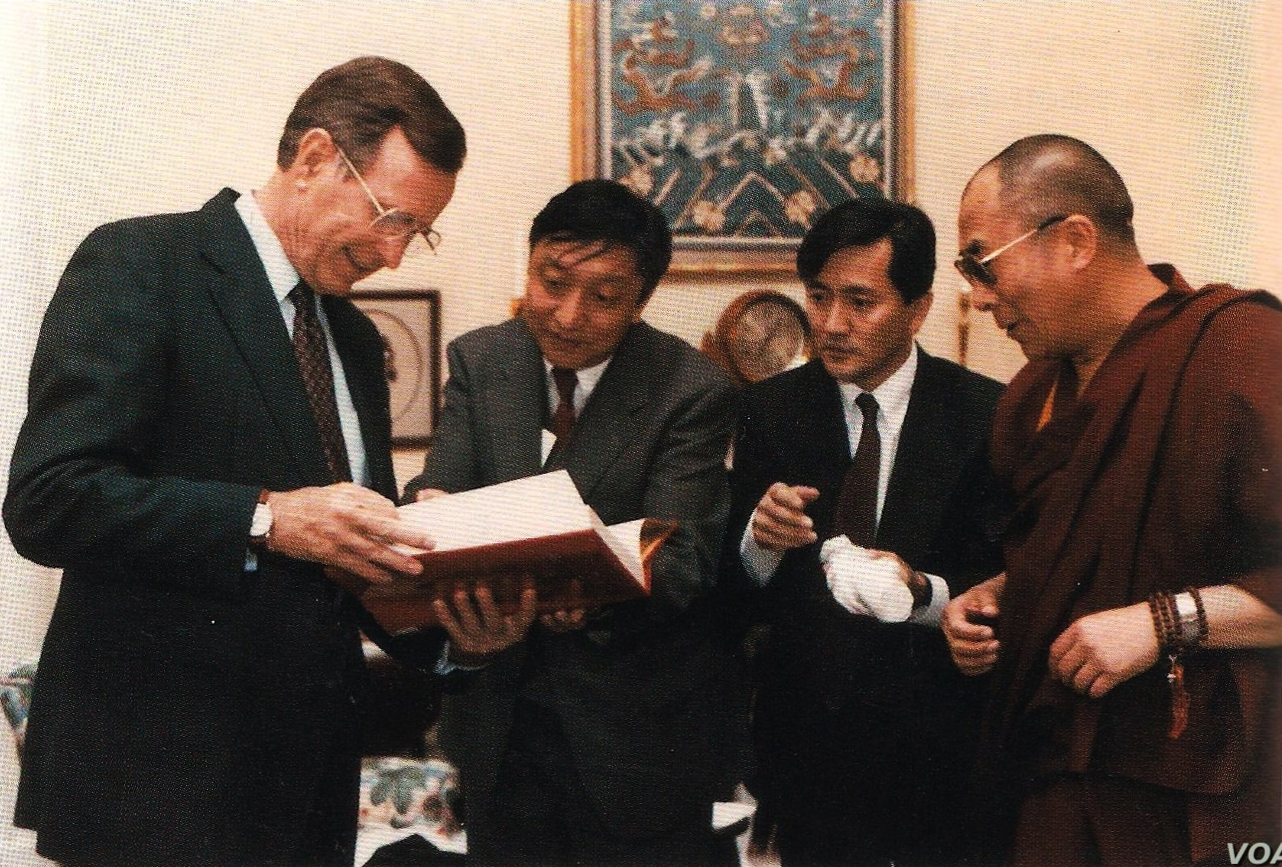
Il Dalai Lama incontra presidente statunitense George H. W. Bush nel 1991

Nel 1992, il Dalai Lama intervenne nella scelta della reincarnazione del XVI Karmapa, il primo lignaggio di lama reincarnati della storia del Tibet, contrariamente alla tradizione secondo la quale ogni scuola del Buddismo tibetano ricerca autonomamente la reincarnazione delle proprie guide spirituali per mezzo di lama e monaci che avevano avuto direttamente contatti con esse. I Dalai Lama stessi, attenendosi a tale principio, di solito intervengono nelle ricerche solo quando hanno avuto una connessione spirituale con il lama defunto. Concordemente con alcuni lama e monaci Kagyu e, per la prima volta, con le autorità cinesi, il Dalai Lama riconobbe in Ogyen Trinley Dorje il nuovo Karmapa. Tale decisione venne tuttavia contestata dal XIV Shamarpa, il lama più importante della scuola Kagyu dopo il Karmapa, che il 17 marzo 1994, nel corso di una cerimonia che si svolse a Nuova Delhi, conferì il titolo di XVII Karmapa a Trinley Thaye Dorje, accusando più volte un inganno perpetrato dall'aristocrazia religiosa al fine di ingraziarsi la Cina, sostenendo che questa appoggiasse Ogyen Trinley Dorje sia per indurlo a legittimare l'occupazione del Tibet che per seminare zizzania tra i tibetani in esilio. Da allora i Kagyu sono divisi tra loro circa i due candidati alla reincarnazione del Karmapa, accusandosi a vicenda di falso e opportunismo politico.
La notte del 28 dicembre 1999, Ogyen Trinley Dorje fuggì dal Monastero di Tsurphu, tradizionale residenza in Tibet del Karmapa, raggiungendo Dharamsala, il successivo 5 gennaio 2000, per lo stupore del Dalai Lama. Da allora vive nel Monastero di Gyuto, non lontano da Dharamsala, ove il Dalai Lama si prodigò molto attivamente fin dal primo giorno perché fosse adeguatamente istruito. Attualmente il giovane, molto vicino al Dalai Lama, viaggia per il mondo e tiene numerosi insegnamenti, ed è rispettato come guida spirituale particolarmente influente. Secondo alcune fonti, la sua fuga dal Tibet rientrerebbe in una serie di piani di vecchia data che vedrebbero coinvolti Pechino e Dharamsala, i quali vedrebbero in Ogyen Trinley Dorje la chiave per la risoluzione della questione del Tibet: sempre più persone infatti lo considerano erede dell'autorità spirituale del Dalai Lama quando questi verrà a mancare.

### Attualmente

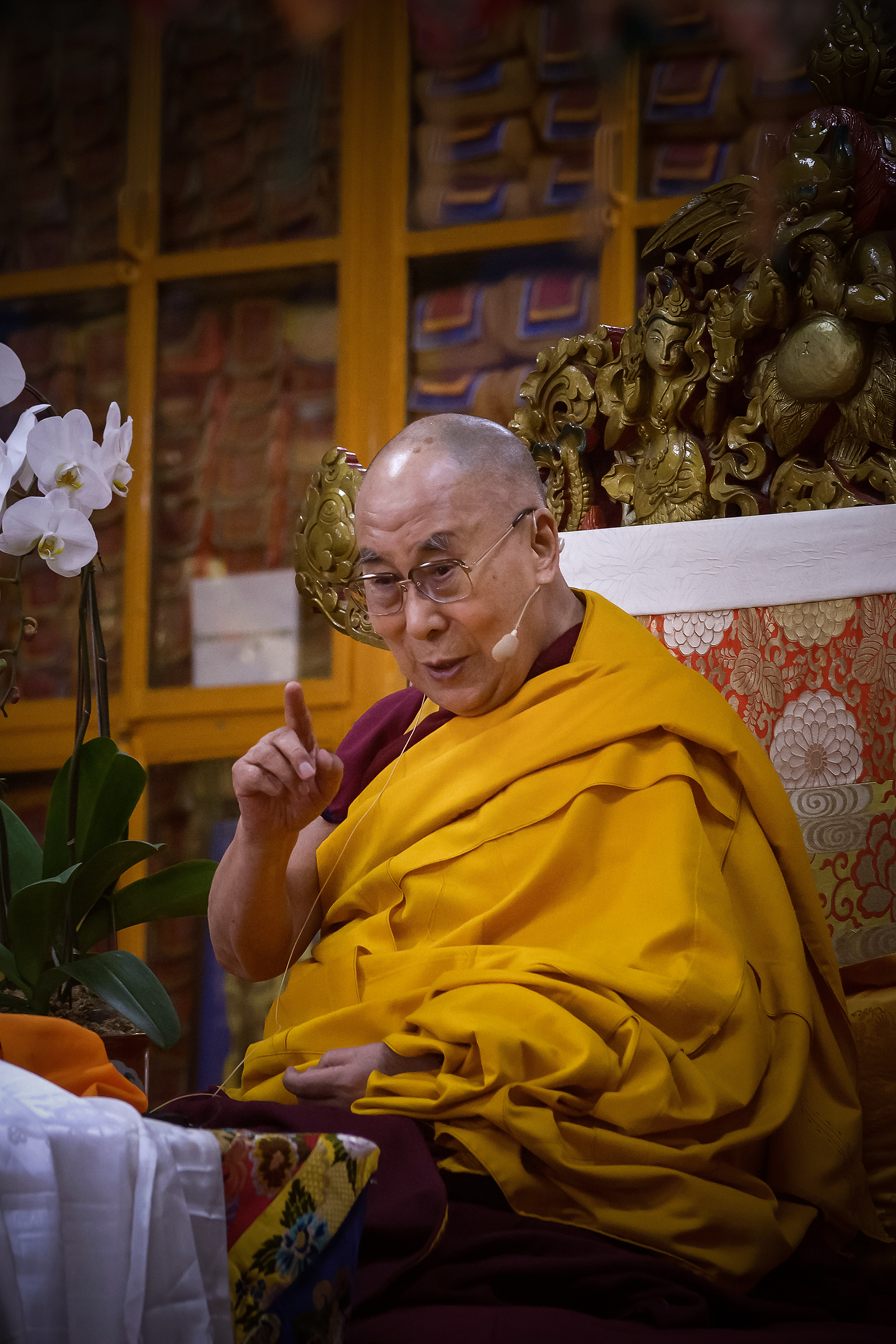
Il Dalai Lama nel 2017

Il Dalai Lama continua a promuovere l'idea di un Tibet democratico, ragion per cui dagli anni sessanta ha adottato una costituzione ispirata ai valori occidentali moderni, che prevede un governo e un parlamento democraticamente eletti nonché la suddivisione dei poteri, rinunciando al tradizionale assolutismo in vigore nel precedente sistema politico tibetano. È tuttora impegnato nell'insegnamento del Buddismo tibetano, viaggiando per l'India e il mondo tenendo insegnamenti e dando iniziazioni. Continua peraltro a denunciare la situazione in Tibet, così come non manca di criticare il sistema dittatoriale in Cina, che non concede libertà allo stesso popolo cinese. Il Dalai Lama nel 1996 a Palermo ottenne la cittadinanza onoraria dal sindaco Leoluca Orlando.
Nella prima metà del dicembre 2007 compì un viaggio in Italia, durante il quale il premier italiano Romano Prodi e papa Benedetto XVI non lo ricevettero per paura di aprire un incidente diplomatico con Pechino. Il Dalai Lama fu comunque ricevuto dal presidente della Camera, Fausto Bertinotti, da esponenti del clero cattolico e di altre religioni, e insignito della cittadinanza onoraria di Torino, a cui seguirà quella di Roma nel 2009, quella di Matera nel 2012 e quella di Messina nel 2017; altre Amministrazioni pubbliche avevano precedentemente conferito la cittadinanza onoraria, tra esse il Comune di Livorno nel 1994.
All'indomani del 2 maggio 2011, giorno dell'uccisione di Osama bin Laden, capo dell'organizzazione terroristica di al-Qaida, nel corso di una conferenza stampa nel New Jersey ha dichiarato il proprio rammarico: «Mi sento un po' triste per l'uccisione di Osama bin Laden. Penso che non sia giusto, è come quando fu impiccato Hussein. Anche lì mi sono sentito molto triste». Impegnato da anni in un'opera di democratizzazione della politica tibetana, al punto da varare una costituzione di ispirazione europea e statunitense, nel novembre 2010 dichiarò di volersi ritirare dall'attività politica entro sei mesi, e di prendere in considerazione l'idea di scegliere il proprio successore al titolo di Dalai Lama, suscitando in particolare un'aspra polemica da parte del Ministero degli esteri cinese, secondo cui si tratterebbe di un'azione del tutto illegale, perché quello di Dalai Lama sarebbe «un titolo conferito dal governo di Pechino, soggetto interamente al diritto cinese».
L'11 marzo 2011 si dimise da capo del governo tibetano in esilio, in favore di un successore eletto dal Parlamento esule. Sempre nel 2011 è ufficialmente divenuto membro della Società teosofica. Nel gennaio 2012, i servizi segreti indiani resero nota la possibilità di un attentato ai suoi danni, per mezzo di un certo Tashi Phuntsok, cinese di discendenza tibetana accompagnato da altri cinque connazionali. In tempi recenti ha annunciato che nell'ultimo periodo della sua vita intende ritirarsi al Monastero di Tabo, il più importante del Buddismo tibetano fuori del Tibet, mentre in occasione del suo viaggio in Italia tra il mese di maggio e giugno del 2012 ha reso noto di voler nominare khenpo del monastero di Dharamsala il XIII Thamthog Rinpoce, lama amico allora rettore dell'istituto Ghe Pel Ling di Milano.

## Opere principali

### Scritti biografici
- La libertà nell'esilio
- La mia terra, la mia gente

### Scritti sul buddismo
- Samsara
- La via dell'amore
- La via del buddhismo tibetano
- La via della liberazione
- Incontro con Gesù
- L'arte della felicità (collaborazione e libro-intervista a cura dello psichiatra americano Howard C. Cutler)
- Il sutra del cuore
- I consigli del cuore
- Lezioni italiane
- L’arte di essere pazienti

## Discografia
- 2020 – Inner World

## Film sul Dalai Lama
Fra i film prodotti negli ultimi anni sul Dalai Lama, vanno ricordati:
- Piccolo Buddha (1993), di Bernardo Bertolucci
- Kundun (1997), di Martin Scorsese
- Sette anni in Tibet (1998), di Jean-Jacques Annaud

## Aspetti controversi
Nel 2018, in merito all'immigrazione dall'Africa, dichiarò che era bene “mantenere l’Europa per gli europei”.
Il 10 aprile 2023 l'ufficio stampa del Dalai Lama ha rilasciato un comunicato in cui Tenzin Gyatso ha espresso il suo rammarico per un episodio controverso, avvenuto circa due mesi prima (nel febbraio dello stesso anno) e immortalato da un video. Nel filmato si vede il Dalai Lama baciare sulle labbra un ragazzino chiaramente minorenne, a cui il leader religioso chiede di succhiargli la lingua. Sebbene mostrare la lingua è considerato un gesto di saluto in Tibet, molti ne sono rimasti sconcertati. L'interazione ha avuto luogo presso il tempio del Dalai Lama a Dharamsala, evento al quale erano presenti quasi 100 studenti. Il comunicato ha difeso le sue azioni, affermando che egli "spesso prende in giro le persone che incontra in modo innocente e giocoso, anche in pubblico e davanti alle telecamere", ma non ha offerto ulteriori spiegazioni, concludendo semplicemente che il Dalai Lama "si rammarica per l'incidente"..

## Patrocini
- Membro a vita e Patrono della Società Maha Bodhi.